# Полярная звезда (журнал, Якутск)
«Полярная звезда» — якутский республиканский литературно-художественный и общественно-политический журнал на русском языке. 
Учредитель — Правительство Республики Саха (Якутия). 
Редакция расположена по адресу: Якутск, ул. Орджоникидзе, 31, Дом печати, каб. 321, 322.

## История
В Якутии впервые литературно-художественный журнал на русском языке под названием «Якутские зарницы» издавался в 1925 году под редакторством Леонтьева Василия Никаноровича, представителя плеяды якутской интеллигенции начала XX века.
Официально журнал «Полярная звезда» начал выпускаться в 1956 году на базе альманаха художественной литературы «Хотугу сулус» (основан в 1926 году под названием «Чолбон»). Но впервые некоторые номера журнала «Хотугу сулус» на русском языке под названием «Полярная звезда» были выпущены еще в 1954 году.
В советский период журнал являлся одиним из органов печати Союза писателей СССР. 
В 50-е — в начале 60-х литературный журнал выходил шесть раз в год: четыре раза на якутском языке под названием «Хотугу сулус» и два раза на русском языке под названием «Полярная звезда». 
С 1964 года журналы «Хотугу сулус» и «Полярная звезда» стали выпускаться отдельно, но одной и той же редакцией. 
Выход первого номера «Полярной звезды» в 1956 году совпал с пятым номером «Хотугу сулус», поэтому фактически первый номер журнала обозначен как № 5. Вплоть до 2016 года «Полярная звезда» издавалась периодичностью один номер в два месяца.
В 1976 году объединенная редакция журналов "Хотугу сулус" и "Полярная звезда" была награждена орденом "Знак Почета".
С 1989 года журналы выпускаются разными редакциями.
В 1999 года якутская версия вернула первоначальное название «Чолбон». Первым главным редактором самостоятельного русскоязычного журнала стал писатель Владимир Фёдоров, а затем поэт Софрон Осипов.
С 2009 года главным редактором является Владислав Доллонов, член творческого объединения Союз писателей Республики Саха (Якутия). Ответственный секретарь — Ираида Попова, член Союза писателей Якутии.
С июля 2016 года журнал издается ежемесячно. Нерегулярно отдельной брошюрой выпускается приложение к журналу «Библиотека Полярки».

## Содержание журнала
На страницах журнала «Полярная звезда» традиционно публикуются переводы произведений классиков якутской литературы, народных писателей Якутии, других талантливых якутских авторов, творчество русскоязычных писателей Якутии и писателей коренных малочисленных народов Севера. Литературная критика, литературоведение и искусствоведение также занимают в журнале значительное место. Отводится немалый объем статьям по краеведению, истории Якутии и другим публицистическим материалам.
На страницах журнала впервые публиковались произведения якутских авторов (Софрона Данилова и других) и писателей других народов Севера — Семёна Курилова, Платона Ламутского и многих других.

## Награды
- В 1976 году объединенная редакция журналов «Хотугу сулус» и «Полярная звезда» была награждена орденом «Знак Почета».